# 프로파지

프로파지의 형성

프로파지(prophage)는 게놈이 삽입되어 원형 박테리아 DNA 염색체에 통합되거나 염색체 밖에 플라스미스로 존재하는 박테리오파지 (“파지”라고 짧게도 부름)이다. 이는 파지의 잠복상태 형태이다. 이는 바이러스 유전자가 세균 안에서 세균 세포의 파괴를 일으키지 않으면서 존재하는 것이다. '프로'라는 접두사는 '이전'을 의미하므로, 프로파지는 숙주세포 내부에서 활성화되기 전에 숙주세포 DNA에 삽입된 게놈 형태의 바이러스를 의미한다. 숙주세포를 죽이지 못하고 감염 능력이 없는 바이러스로, 숙주세포의 DNA 가운데 박테리오파지의 DNA가 끼어들어가 있는 상태를 프로파지라고 한다.

## 배경
프로파지는 각각의 세균 안에서 수 많은 일을 할 수 있다. 프로모터는 사람과 식물 병원체 모두에서 박테리아 균주의 독성을 증가시킬 뿐 아니라 혹독한 환경에서 박테리아가 생존할 수 있는 능력을 증가시킬 수 있다. 병원체는 광범위한 환경에서 적응하고 번성할 수 있다. 탄저균은 토양에 존재하면서 오랜시간동안 생존 가능하고, 클로스트리듐 디피실 같은 병원체는 강한 멸균 환경에서도 생존이 가능하다. 어떤 프로파지는 자신의 DNA를 변경하면서까지 숙주세균이 신진대사를 하는 것을 돕는 방식으로 숙주세균의 생존 능력을 돕는 역할을 하기도 한다.

## 프로파지 유도
자외선광이나 특정 화학 물질과 같은 숙주 세포 손상이 감지되면 프로파지는 세균 염색체에서 잘려나가며, 이 과정은 프로파지 유도 (prophage induction) 라 불린다.
유도과정 이후, 바이러스 복제는 용균성 사이클(lytic cycle)을 통해 시작된다. 바이러스는 세포의 복제 장치를 이용한다.
세포는 용해 또는 파열 할 때까지 새로운 바이러스로 채워질 수 있다. 또는, 세포가 새로운 바이러스를 차례로 방출 할 수 있는데 이는 역 엔도사이토시스 과정 (reverse endocytotic process)이다.
감염부터 용균 될 때까지 기간을 잠복기라고 칭한다. 용균성 사이클을 따르는 바이러스는 독성 바이러스(virulent virus)라고 불린다.
프로파지는 수평적 유전자 이식의 중요한 매개체이며, 모바일롬(mobilome)의 부분으로 여겨진다.
고리모양(단일 가닥 또는 이중가닥) DNA 게놈을 가지거나 원형 매개체(예; Caudovirales)를 통해 게놈을 복제하는 대부분 세균성 바이러스는 절제할 수 있는 특징이 있다. 이들은 선택가능한 생활사이클 가질 수 있으며, 숙주에서 프로파지로 공존할 수 있다. 대부분의 경우 프로파지는 숙주 염색체에 통합되지만, 몇몇은 염색체외에 플라스미스에 고리형태 또는 선형으로 존재한다.

## 접합 유발
만약 목표 세포가 같은 프로파지를 가지지 않으면, 파지에 의한 감염에 용원성 경로가 즉시 활성화된다. 이 현상은 접합유발 (zygotic induction, 接合誘發, せつごうゆうはつ) 이라고 불린다. 

## 응용
프로파지는 박테리아와 숙주 사이의 관계에 대해 많은 것을 알려줄 수 있다. 더 많은 비병원성 박테리아의 데이터를 통해서 연구자들은 박테리오파지의 전파가 숙주의 생존에 기여하는지에 대한 여부를 알 수 있게 될 것이다. 프로파지 유전학은 박테리아 간의 관계를 생태학적으로 적응시킬 수 있는 잠재력을 가지고 있다. 또 다른 중요한 잠재력은 프로파지 유전자 표현이 용원성 유전자 변형과 긴밀하게 연관되어 있다는 것이다. 이런 과정은 비병원성 박테리아를 병원성 박테리아로 전환할 수 있고, 포도상구균 감염 같은 해로운 독소를 생성할 수 있다. 이런 박테리오파지의 특정 매커니즘이 상세히 밝혀지지 않았기 때문에, 이런 특성들은 앞으로의 연구에 많은 도움이 될 것이다.